# Abteiland

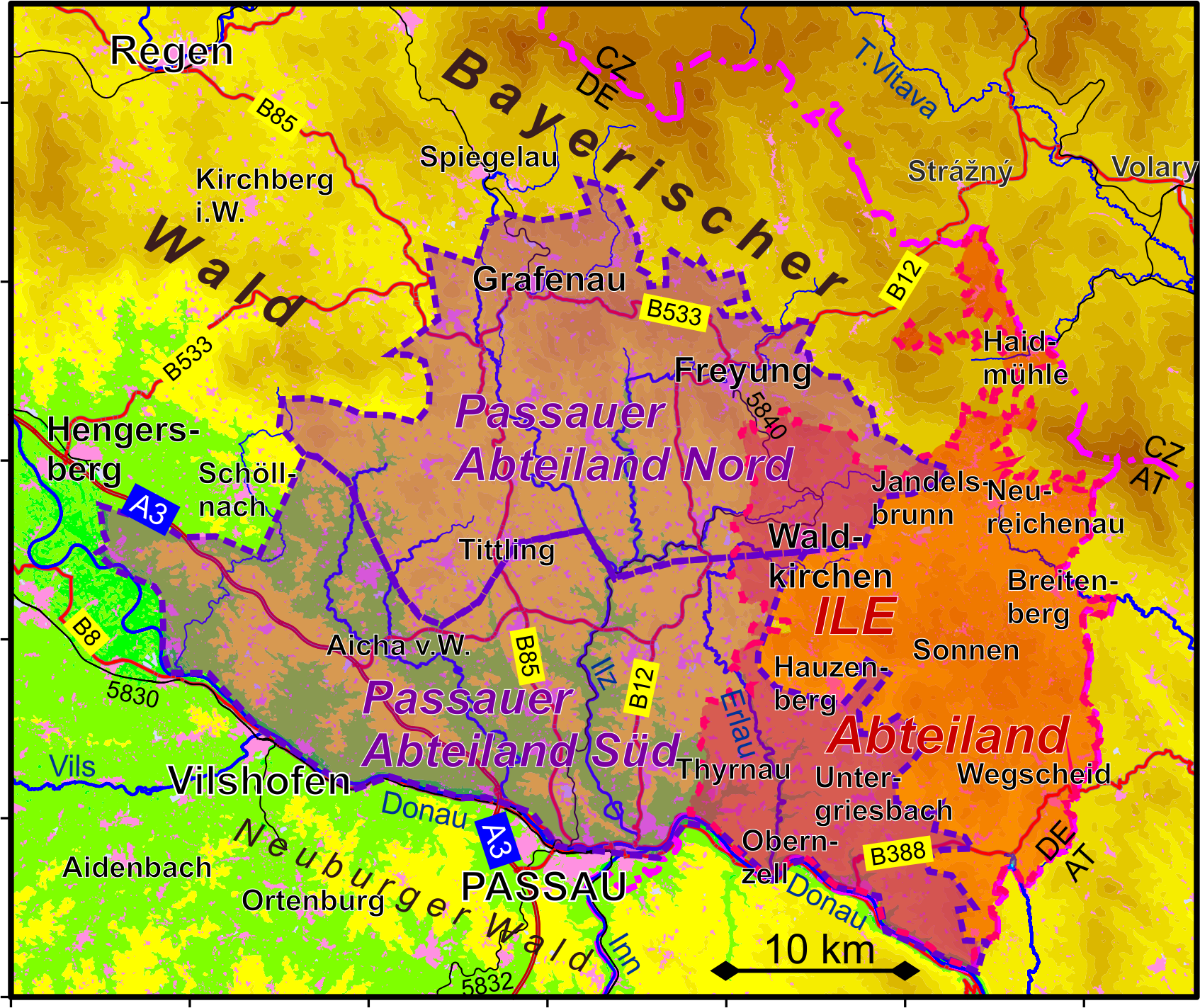
Lage des Gebiets der ILE Abteiland (orange) und der Landschaft Passauer Abteiland (violett).

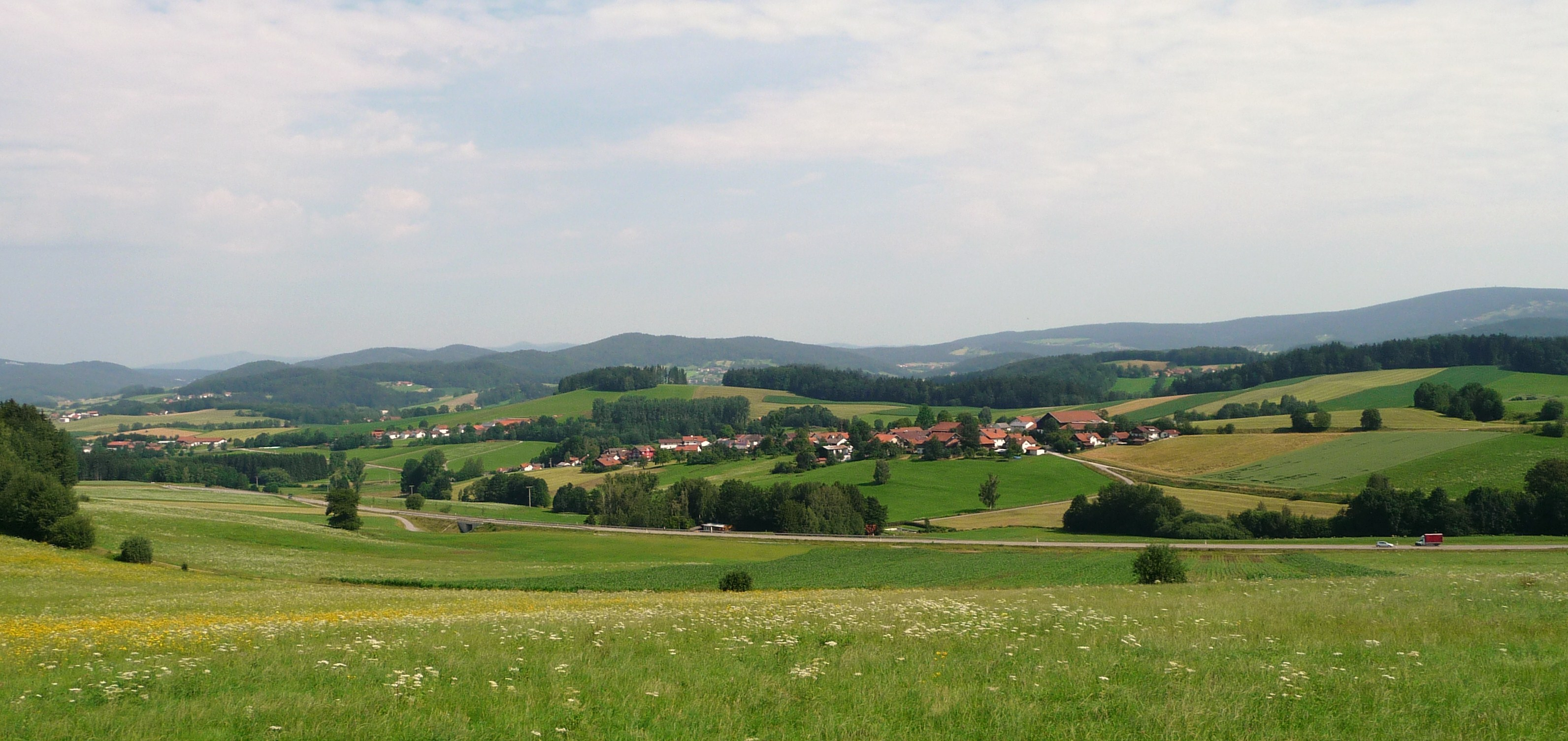
Landschaft im Abteiland bei Waldkirchen

Das Abteiland ist ein ehemaliger Besitz des Klosters Niedernburg ob Passau. Seit dem frühen 13. Jahrhundert gehörte das Gebiet bis zur Säkularisation 1803 zum Hochstift Passau mit dem Fürstbischof als weltlichem und geistlichem Oberhaupt. Das Gebiet liegt im Bayerischen Wald nördlich der Donau und östlich der Ilz. Es wurde durch den historischen Handelsweg Goldener Steig durchzogen. Hauptort war Freyung, das von den Passauer Fürstbischöfen mit weitgehenden Freiheitsrechten ausgestattet war.
Das Abteiland hat eine hohe Bedeutung als arten- und strukturreiche Kulturlandschaft und wird somit auch als ein Refugium für gefährdete Pflanzen und Tiere betrachtet. Zusammen mit dem Neuburger Wald bildet es innerhalb der Übereinheit Oberpfälzisch-Bayerischer Wald die naturräumliche Haupteinheit 408 Passauer Abteiland und Neuburger Wald.
Zu der im April 2011 gegründeten Arbeitsgemeinschaft „Integrierte Ländliche Entwicklung Abteiland“ (ILE Abteiland) gehören folgende elf Gemeinden:
| Gemeinde       | Einwohner 2011 | Fläche (km²) | Koordinaten           |
| -------------- | -------------- | ------------ | --------------------- |
| Hauzenberg     | 12.025         | 82,82        | 48° 39′ N, 013° 37′ O |
| Thyrnau        | 4.235          | 33,68        | 48° 37′ N, 013° 32′ O |
| Obernzell      | 3.850          | 18,25        | 48° 33′ N, 013° 38′ O |
| Untergriesbach | 3.104          | 73,60        | 48° 34′ N, 013° 40′ O |
| Sonnen         | 1.447          | 16,48        | 48° 41′ N, 013° 43′ O |
| Wegscheid      | 5.517          | 80,68        | 48° 36′ N, 013° 47′ O |
| Breitenberg    | 2.173          | 29,87        | 48° 42′ N, 013° 48′ O |
| Neureichenau   | 4.396          | 46,38        | 48° 45′ N, 013° 45′ O |
| Haidmühle      | 1.388          | 21,03        | 48° 50′ N, 013° 47′ O |
| Jandelsbrunn   | 3.284          | 42,40        | 48° 44′ N, 013° 42′ O |
| Waldkirchen    | 10.507         | 80,06        | 48° 44′ N, 013° 36′ O |

- Karte mit allen Koordinaten:
- OSM |
- WikiMap

## Geschichte
Der untere Bayerische Wald nördlich von Passau wurde im 9./10. Jahrhundert in einer ersten Welle besiedelt. Einer (nicht sicher authentischen) Urkunde zufolge schenkte im Jahr 1010 König Heinrich II. (ab 1014 Kaiser) große Gebiete nördlich der Donau der Frauenabtei Niedernburg in Passau. Der Name Abteiland ist auch heute noch für den geschlossenen ehemaligen Grundherrschaftsbereich des Klosters zwischen den Flüssen Donau, Ilz und Rodl und dem Grenzkamm gebräuchlich. Im frühen 13. Jahrhundert kam das Gebiet zum Hochstift Passau. Der Einflussbereich der Passauer Fürstbischöfe reichte im späten Mittelalter weit in das heutige, österreichische Mühlviertel hinein.
Der Richter wurde von den jeweiligen Herrschaften eingesetzt und hatte in etwa die Aufgaben eines Bürgermeisters.

## Brauchtum
Alljährlich finden verschiedene Brauchtumsveranstaltungen im Abteiland statt, wie Säumerfeste und Marktrichtertage.